# Norbert Franck
Norbert Franck (ur. 28 maja 1918 w Esch-sur-Alzette, zm. 4 października 2006 w Luksemburgu) – luksemburski pływak, uczestnik Letnich Igrzysk 1936 w Berlinie.
Wziął udział w sztafecie 4 × 200 m stylem dowolnym podczas igrzysk olimpijskich w 1936 roku. Razem z zespołem odpadł w eliminacjach, osiągając czas 10:59,8.